# 索默豪森
索默豪森是德国巴伐利亚州的一个市镇。总面积7.22平方公里，总人口1662人，其中男性792人，女性870人（2011年12月31日），人口密度230人/平方公里。